# Pniewy (gmina, Mazovie)
Pour les articles homonymes, voir Pniewy.
Pniewy est une gmina rurale (gmina wiejska) du powiat de Grójec dans la Voïvodie de Mazovie, dans le centre-est de la Pologne.
Son siège administratif est le village de Pniewy, qui se situe environ 10 kilomètres au nord-ouest de Grójec (siège de la powiat) et 40 kilomètres au sud-ouest de Varsovie (capitale de la Pologne).
La gmina couvre une superficie de 102,05 km2 pour une population de 4 597 habitants en 2006.

## Histoire
De 1975 à 1998, la gmina est attachée administrativement à la voïvodie de Radom. Depuis 1999, elle fait partie de la voïvodie de Mazovie.

## Géographie
La gmina inclut les villages et les localités de :
- Aleksandrów
- Budki Petrykowskie
- Ciechlin
- Cychry
- Dąbrówka
- Daszew
- Ginetówka
- Jeziora
- Jeziora-Nowina
- Jeziórka
- Józefów
- Jurki
- Karolew
- Kocerany
- Kolonia Jurki
- Konie
- Kornelówka
- Kruszew
- Kruszewek
- Michrów
- Michrów-Stefów
- Michrówek
- Natalin
- Nowina-Przęsławice
- Osieczek
- Pniewy
- Przęsławice
- Przykory
- Rosołów
- Teodorówka
- Wiatrowiec
- Wilczoruda
- Wilczoruda-Parcela
- Witalówka
- Wola Grabska
- Wola Pniewska
- Wólka Załęska
- Załęże Duże

### Gminy voisines
La gmina de Jasieniec est voisine des gminy suivantes :
- Belsk Duży
- Błędów
- Grójec
- Mszczonów
- Tarczyn
- Żabia Wola

## Structure du terrain
D'après les données de 2002, la superficie de la commune de Jasieniec est de 102,05 km², répartis comme tel :
- terres agricoles : 73%
- forêts : 21%

La surface de la gmina représente 7,38% de la powiat

## Démographie
Données du 30 juin 2004 :
| description        | Total  | Total | Femmes | Femmes | Hommes | Hommes |
| ------------------ | ------ | ----- | ------ | ------ | ------ | ------ |
| Unité              | Nombre | %     | Nombre | %      | Nombre | %      |
| population         | 4 579  | 100   | 2 250  | 49,1   | 2 329  | 50,9   |
| Densité (hab./km²) | 44,9   | 44,9  | 22     | 22     | 22,8   | 22,8   |

### Source
- Chiffres de population officiels polonais 2006